# Tillandsia heterophylla
Tillandsia heterophylla là một loài thuộc chi Tillandsia. Đây là loài đặc hữu của México.

## Hình ảnh

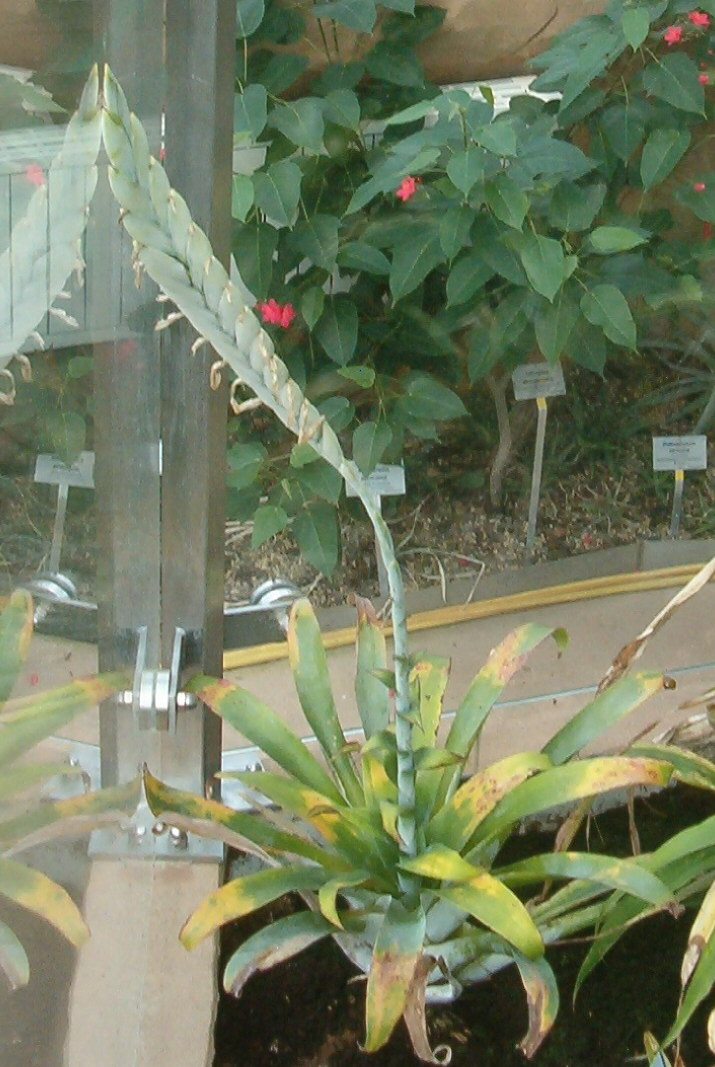